# Kulpsville (Pennsylvanie)
Kulpsville est une census-designated place du comté de Montgomery, en Pennsylvanie, aux États-Unis.

## Géographie
Kulpsville se trouve au nord-est des États-Unis, dans le sud-est de l'État de Pennsylvanie, au sein du comté de Montgomery, dont le siège de comté est Norristown. Ses coordonnées géographiques sont 40° 14′ 38″ N, 75° 20′ 25″ O.

## Démographie
Au recensement de 2010, sa population était de 8 194 habitants.